# Mexcala formosa
Mexcala formosa – gatunek pająka z rodziny skakunowatych.
Gatunek ten został opisany w 2008 roku przez Wandę Wesołowską i Beatę Tomasiewicz, które jako miejsce typowe wskazały Park Narodowy Auasz.
Samiec ma prosomę długości 2,9 mm, ciemnobrązową z czarnymi okolicami oczu, ciemnym pasem na bocznych brzegach karapaksu i białym włoskami na jego bokach. Odnóża brązowe z żółtawymi stopami i ciemniejszymi liniami po bokach goleni i rzepek. Opistosoma ma długość 3,5 mm, z wierzchu jest brązowawa ze śladami ciemniejszych łat pośrodku, zaś od spodu żółtawa z szarym podbarwieniem. Brązowe nogogłaszczki mają na rzepkach, goleniach i cymbium białe włoski. Małe wycięcie obecne jest na szczycie prostej i szerokiej u nasady apofizy goleniowej. Embolus prosty i nieco ku trójkątnemu bulbusowi zakrzywiony.
Gatunek znany wyłącznie z Etiopii.